# ネブトクワガタ属
ネブトクワガタ属 (ネブトクワガタぞく、Aegus) は昆虫綱甲虫目クワガタムシ科に属する分類群。前翅に太い筋が縦に走っているのが特徴。大顎の基部が太く、名前の由来にもなっている。
東南アジアを中心として東アジアや太平洋の島々にも分布する。生態学的にはツメカクシクワガタ属などのようにシロアリが枯れ木を摂食することによって分解し、窒素化合物などの栄養素が濃縮された土状の朽木を幼虫が餌とするように進化した系統のひとつである。
200を越える種のほぼ全て体色が黒色であり、10- 20mmの小形種が多いが、クーランネブトクワガタは73.5mmという記録がある。雄の大顎が他の小型種に比べてクワガタムシらしい体つきをしているため標本を作る人には人気が高い。なおクワガタ属　Dorcus　とは姿は似ていても系統的には近くない。
殆どの種が大顎の根元に内歯を持つ。

## 下位分類
10 - 11亜属、200以上の種が属する大きな分類群である。

### 日本産の種

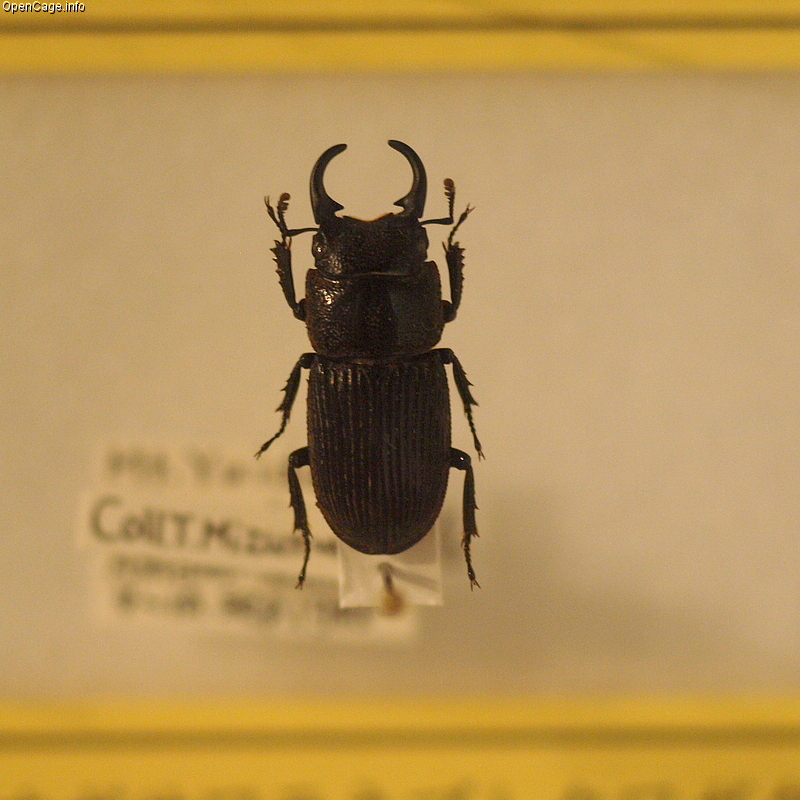
アマミネブトクワガタ（奄美根太鍬形虫）

ネブトクワガタ Aegus laevicollis
中国に生息するラエビコリスネブトクワガタが原名亜種となっている。日本産のネブトクワガタは亜種として位置づけられている。大きな雄でも3cm程度であり、体が小さいために生態に関心がある愛好家以外には関心を持つ者が少なく、一般愛好家向けの書籍などで取り上げられることも稀である。関東以北では珍品であるが、伊豆七島、愛知県以西では普通種となる。分布の北限は山形県。
広葉樹を好む他のクワガタムシと違い、マツなどの針葉樹の朽ち木のシロアリの活動で生成したフレーク質の部分にもよく産卵することが知られている。これは冒頭に記したようにネブトクワガタ類の幼虫が食べるのは朽木そのものというよりも枯れ木をシロアリが食べて分解し、排泄することによって形成された土状の腐植であり、もともとの材の樹種の影響をあまり受けないこと、シロアリが好んで食べる材のひとつがマツであり、マツの枯れ木はかなりの高頻度でシロアリの摂食活動に曝されていることなどによる。なお、八丈島固有亜種ハチジョウネブトクワガタの幼虫は土中にみられることが多く、オキナワネブトクワガタ、トカラネブトクワガタ等でも同様の生態がしばしばみられる。
成虫は本州の場合6〜9月にかけて出現。西日本ではシイ、カシ、ニレ、タブ、クヌギ等、関東以北ではクヌギ、バラモミ等の樹洞、樹皮の裂け目、めくれといった箇所に潜み、それらの樹液を後食する。モミ以外ではスギの樹液に来た例も1例報告されており、針葉樹の樹液をも食物にしている食性は他のクワガタムシにはみられない特徴である。また、南西諸島では地面に落ちた腐果にもよく来集する。成虫が再越冬能力を持つ種の多いDorcus属に似た姿の本種だが、羽化野外脱出後の成虫寿命は短く、1〜数ヶ月程度。
成虫は針葉樹の林に生息するというわけではない。シロアリの活動が必須なため、繁殖できる木の好みがうるさく、特定の環境でしか採集できないとも言われる。
ネブトクワガタ A. l. subnitidus
本州・四国・九州体長♂12.2mm-33mm(飼育下最大33.1mm 2002)
ハチジョウネブトクワガタ A. l. fujitai
八丈島 体長♂14.2mm-28mm(飼育下30.2mm 2002)
トカラネブトクワガタ A. l. adei
トカラ列島 体長♂15mm-29.1mm(飼育下30.8mm 2004)
ナカノシマネブトクワガタ A. l. asaii
鹿児島県中之島体長♂12.4mm-23mm(飼育下26.9mm 2008)
ガジャジマネブトクワガタ A. l. matsushitai
臥蛇島 飼育下最大体長♂33mm 2001 なお本種の生息地は無人島である
オキノエラブネブトクワガタ A. l. tamanukii
沖永良部島 体長♂14.8mm-33.2mm(飼育下最大体長36.3mm 2001)
アマミネブトクワガタ A. l. taurulus
奄美群島 体長♂12.9mm-36.3mm(飼育下最大体長37m 2006)日本最大のネブトクワガタである
オキナワネブトクワガタ A. l. nakanei
沖縄本島・座間味島 体長♂10.9mm-26mm(飼育下最大29mm 2004)
イヘヤネブトクワガタ A. l. doii
伊平屋島 体長♂13.8mm-24mm(飼育下最大26.6mm 2004)
ヤエヤマネブトクワガタ A. l. ishigakiensis
石垣島・西表島 体長♂12.1mm-33mm(飼育下最大32.8mm 2004)
ヨナグニネブトクワガタ A. l. mizumumai
与那国島 体長♂13.5mm-30.8mm(飼育下最大30.8mm 2005)
オガサワラネブトクワガタ A. ogasawarensis
小笠原諸島 飼育下最大体長♂28.7mm 2001
原名亜種 A. o. ogasawaraensis
チチジマネブトクワガタ A. o. chichijimaensis
父島 飼育下最大体長♂28mm 2002

### 日本以外に産する種
アンプルスネブトクワガタ A. amplus
ネブトクワガタとしては比較的大きい部類に入る。
プンクティペンニスネブトクワガタ A. punctipennis
カリマンタン島。内歯が星型になるため、一時期注目を集めた。
グランディスネブトクワガタ A. grandis Deyrolle, 1874
フィジーのビティレブ島。大アゴの根元に2本の内歯がある。ヒペルプンクタトゥスネブトクワガタA. hyperpuncutatus Boucher, 1996と大歯型は似ている。ちなみにヒペルプンクタトゥスネブトクワガタの大歯型は2頭しか知られていないそうである。
クーランネブトクワガタ A. currani
ルソン島。73.5mm(飼育下60.9mm 2008)という記録があり最大のネブトクワガタである。
キルステンネブトクワガタ A. kirsteni
カリマンタン島のサバ州
インプリカトゥスネブトクワガタ A. implicatus
スラウェシ島。中央付近の内歯から先端にかけて細かい内歯が並ぶ。
フィリピンネブトクワガタ A. phillippinensis
大アゴは平べったく、内歯が中央に1本あり、先端は丸まっている。
原名亜種 A. p. phillippinensis
ルソン島・ミンダナオ島・シブヤン諸島や周辺の島々
A. p. girardi
レイテ島・パナオン島
A. p. newtoni
ネグロス島
A. p. banggaiensis
ペレン島・マンゴーレ島
チェリフェルネブトクワガタ A. chelifer
内歯の付き方など基本的な構造はオオクワガタに似るが、平べったく、雰囲気はヒラタクワガタに似る。
原名亜種 A. c. chelifer
インドシナ半島
A. c. nitidus
マレー半島・スマトラ島・カリマンタン島と周辺の島々
A. c. kandiensis
スリランカ
A. c. crassodontus
ベトナム
アウグスタヌスネブトクワガタ A. augustanus
ニューギニア島。大アゴは細く太さが一定で、先端は丸まっている。メスの体表はざらざらしている。
フォルニカトゥスネブトクワガタ A. fornicatus
スマトラ島。複眼後方突起が発達する。
プラティオドンネブトクワガタ A. platyodon
モルッカ諸島・カイ諸島・ニューギニア島。オスの大アゴは内歯が星型になる大型種。